# Жукова Алла Іванівна
Алла Іванівна Жукова (нар. 7 лютого 1953, місто Кременчук Полтавської області) — українська радянська діячка, рисівник радгоспу «Рисовий» Роздольненського району Кримської області. Депутат Верховної Ради УРСР 11-го скликання.

## Біографія
Освіта середня.
З 1973 року — робітниця, з 1975 року — рисівник радгоспу «Рисовий» Роздольненського району Кримської області.
Потім — на пенсії в селі Кумове Роздольненського району Автономної Республіки Крим.

## Нагороди
- ордени
- медалі